# Jorge Campos
Jorge Campos Navarrete (* 15. Oktober 1966 in Acapulco, Guerrero) ist einer der bekanntesten mexikanischen Fußballspieler der 1990er-Jahre. Eigentlich war er Torwart, allerdings spielte er bisweilen auch als Stürmer, was viel zu seiner Bekanntheit beitrug. So schoss er im Laufe seiner Karriere 38 Tore. Trotz seiner geringen Körpergröße von 1,68 m zeigte er stets eine gute Strafraumbeherrschung und hervorragende Reflexe.

## Karriere

### Verein
In der Primera División de México spielte Campos für UNAM Pumas, Atlante, Cruz Azul, UANL Tigres und Puebla. In den USA war er in der Major League Soccer drei Jahre lang für die LA Galaxy aktiv und wechselte dann zu Chicago Fire. Er erzielte in seiner Karriere eine für einen Torhüter sehr hohe Zahl an Toren, meist aus Standardsituationen wie Elfmeter und Freistößen. Gemeinsam mit seinen Torhüterkollegen René Higuita und José Luis Chilavert galt er wegen des Offensivdrangs und der Extrovertiertheit als „Paradiesvogel“.
Im August 2025 schloss er sich im Alter von 58 Jahren dem spanischen Fünftligisten Mexiko FC in Madrid an.

### Nationalmannschaft
Campos absolvierte 129 Länderspiele für die Mexikanische Fußballnationalmannschaft und nahm an der Fußball-Weltmeisterschaft 1994, an der Fußball-Weltmeisterschaft 1998 und (allerdings nur als Ersatzmann) an der Fußball-Weltmeisterschaft 2002 teil. Ab 2003/04 war er als Trainerassistent des mexikanischen Nationaltrainers Ricardo Antonio La Volpe tätig.

## Besonderheiten
Campos machte Mitte der 1990er Jahre auf sich aufmerksam, indem er extrem farbenfrohe Spielkleidung trug, die er zum Teil selbst entworfen hatte.